# Partido judicial de Purchena
El partido judicial de Purchena es uno de los ocho partidos en los que se divide la provincia de Almería, en España. Concretamente es el partido judicial n.º 8 de la provincia de Almería. Comprenden 21 municipios de la comarca del Valle del Almanzora.

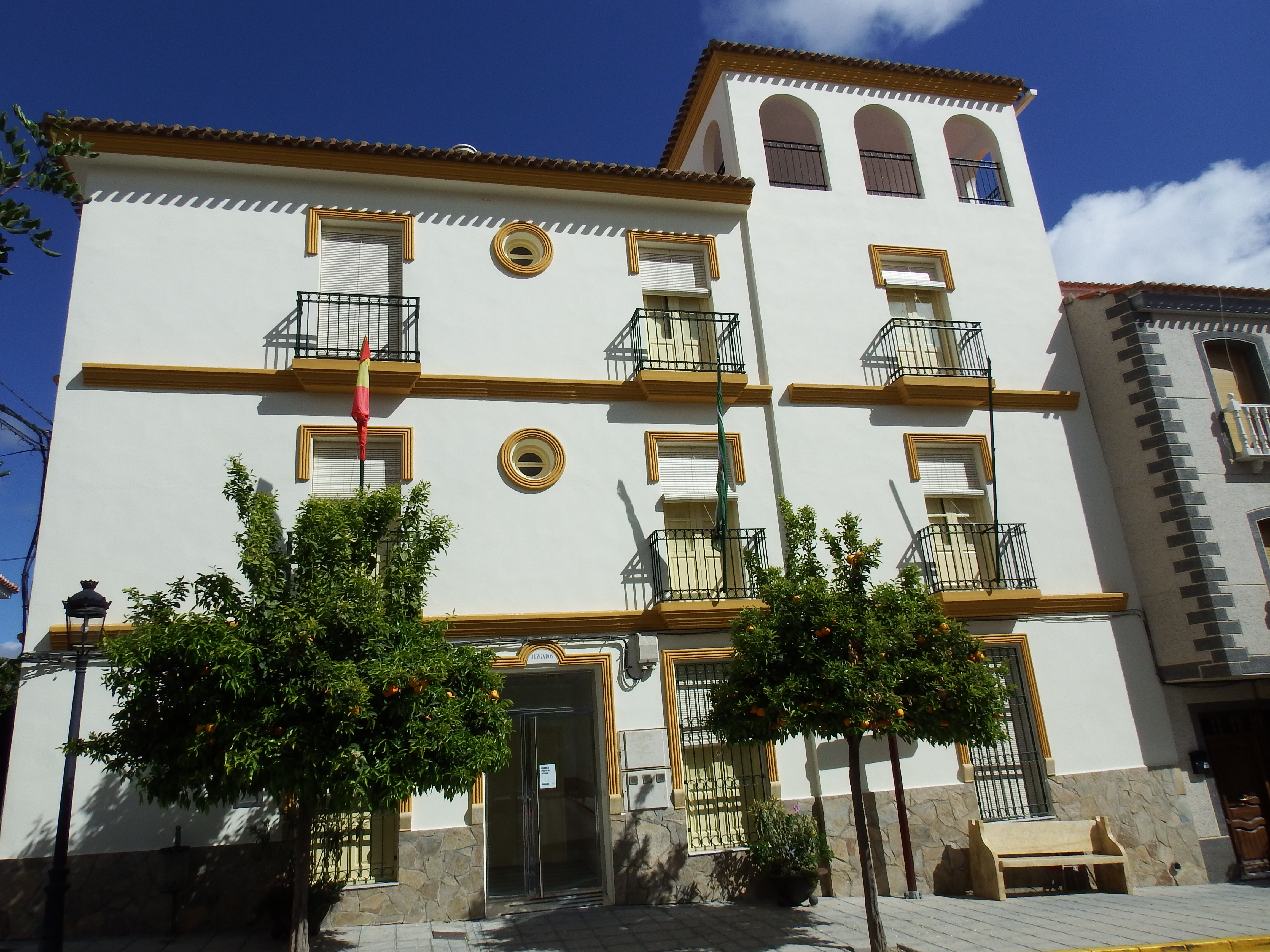
Juzgado de Purchena

Consta con un Juzgado de 1ª Instancia e Instrucción, ubicado en la localidad de Purchena.

## Ámbito geográfico
El ámbito territorial, que viene regulado por el Real Decreto 529/1983, de 9 de marzo, comprende los municipios de:
- Albanchez
- Alcóntar
- Armuña de Almanzora
- Bacares
- Bayarque
- Chercos
- Cóbdar
- Fines
- Laroya
- Líjar
- Lúcar
- Macael
- Olula del Río
- Oria
- Purchena
- Serón
- Sierro
- Somontín
- Suflí
- Tíjola
- Urrácal